# Organosodné sloučeniny
Organosodné sloučeniny jsou organokovové sloučeniny obsahující vazby mezi atomy uhlíku a sodíku. Jejich využití je omezené, jelikož organolithné sloučeniny jsou dostupnější a lépe využitelné ohledně reaktivity.
Organosodnou sloučeninou průmyslového významu je cyklopentadienid sodný. Tetrafenylboritan sodný může být také řazen mezi organosodné sloučeniny, protože je atom sodíku v pevném skupenství této sloučeniny vázán na arylové skupiny.
Organokovové sloučeniny alkalických kovů mají vysoce polární vazby a atomy uhlíku, na něž jsou navázány kovy, jsou silně nukleofilní. Polaritu způsobuje velký rozdíl elektronegativit uhlíku (2,55) a alkalických kovů (0,98 u lithia, 0,93 u sodíku, 0,82 u draslíku, 0,82 v případě rubidia a 0,79 v případě cesia). Karboaniontové vlastnosti organosodných sloučenin lze omezit rezonanční stabilizací; příkladem takové sloučeniny může být tritylsodík (Ph3CNa). Důsledkem vysoké polarity vazby Na-C je také to, že jednoduché organosodné sloučeniny často vytvářejí špatně rozpustné polymery.

## Příprava

### Transmetalacemi
Alkylsodné sloučeniny lze připravit transmetalacemi z alkylrtuti, například z diethylrtuti v Schoriginově reakci.
(C2H5)2Hg + 2 Na → 2 C2H5Na + Hg
Další metoda využívá dobré rozpustnosti lithných alkoxidů v hexanu:
LiCH2SiMe3 + NaO–t–Bu → LiOt–Bu + NaCH2SiMe3

### Deprotonacemi
Z některých kyselých organických sloučenin lze připravit příslušné organosodné deriváty deprotonací, například cyklopentadienid sodný se připravuje reakcí kovového sodíku s cyklopentadienem:
2 Na+ 2 C5H6 → 2 Na+ C5H5− + H2
Sodné acetylidy se tvoří podobně; namísto kovu se často používají silné sodné zásady. Methylsulfinylmethylid sodný se připravuje reakcí dimethylsulfoxidu (DMSO) s hydridem sodným:
CH3SOCH3 + NaH → CH3SOCH −
2 Na+ + H2

### Záměna kovu a halogenu
Tritylsodík lze získat výměnou sodíku a halogenu:
Ph3CCl + 2 Na → Ph3C− Na+ + NaCl

### Přenos elektronu
Sodík také reaguje s polyaromatickými uhlovodíky v jednoelektronových redukčních reakcích. S roztoky naftalenu vytváří výrazně zbarvený radikál naftalenid sodný, používaný jako rozpustné redukční činidlo:
C10H8 + Na → Na+[C10H8]−•
Studiemi struktury bylo zjištěno, že naftalenid sodný neobsahuje žádnou vazbu Na-C, sodík je koordinován etherovými nebo aminovými ligandy.
Popsány byly též obdobná sloučenina odvozená od antracenu i lithné obdoby těchto sloučenin.

## Struktury

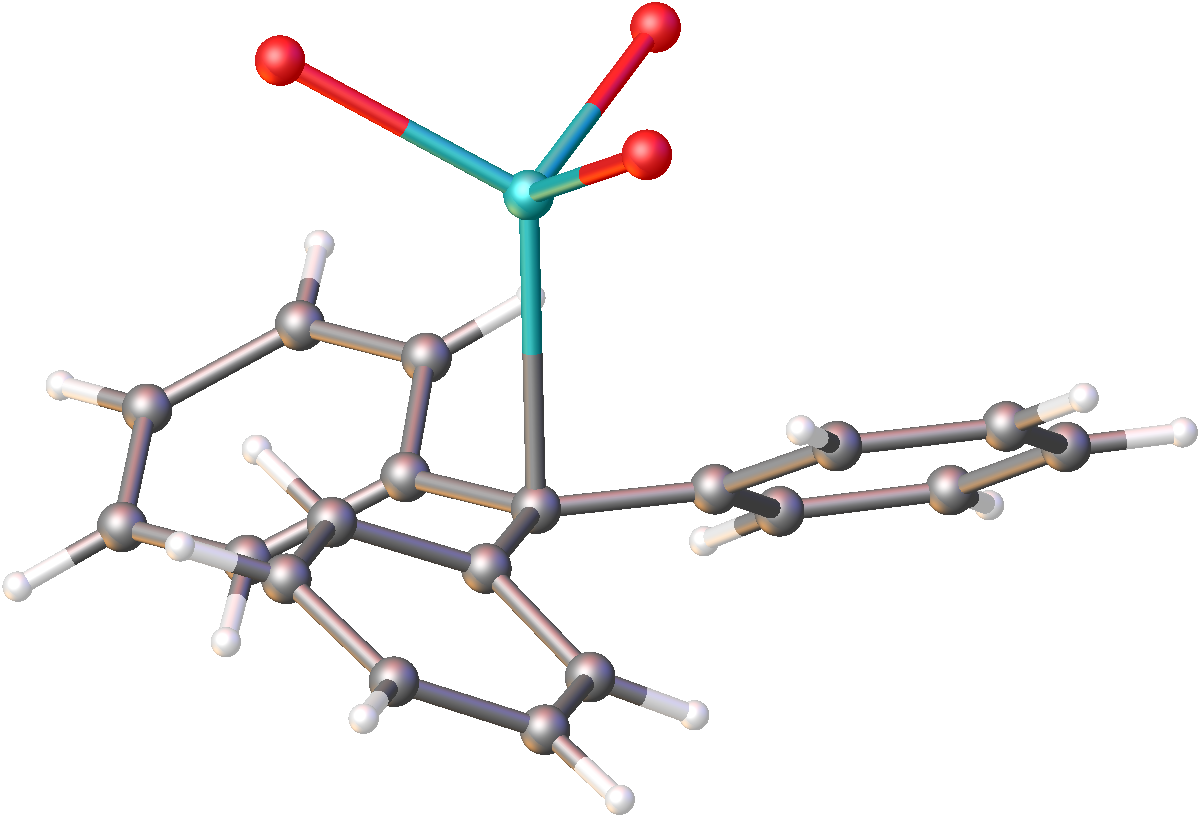
Struktura tritylsodíku (C_{6}H_{5})_{3}CNa(thf)_{3}; kyslík je zobrazen pouze u THF ligandu. Vzdálenosti jsou: r_{Na-C(centrální)} = 256 pm, r_{Na-C(ipso)} = 298 pm (v průměru).

Jednoduché organosodné sloučeniny, jako jsou alkyl- a arylderiváty, obvykle vytváří nerozpustné polymery. Vzhledem ke svým velkým poloměrům upřednostňují atomy sodíku vyšší koordinační čísla, než atomy lithia v organolithných sloučeninách. Methylsodík má polymerní strukturu složenou z propojených [NaCH3]4 jednotek. Pokud jsou organické substituenty rozměrné a/nebo jsou přítomny chelatující ligandy, jako je například tetramethylethylendiamin (TMEDA), pak se deriváty rozpouštějí lépe; například střídající se řetězce [NaCH2SiMe3]TMEDA jsou rozpustné v hexanu. Krystaly této látky se skládají z řetězců, ve kterých se střídají Na(TMEDA)+ a CH2SiMe −
3  skupiny, délky Na–C se pohybují od 252,3(9) do 264,3(9) pm.

Struktura aduktu fenylsodíku a PMDTA, atomy vodíku nejsou znázorněny.

## Reakce
Organosodné sloučeniny se používají jako silné zásady, i když jsou v této oblasti většinou nahrazovány jinými reaktanty, například bis(trimethylsilyl)amidem sodným.
Těžší alkalické kovy mohou metalovat i některé neaktivované uhlovodíky a byla u nich popsána samometalace:
2 NaC2H5 → C2H4Na2 + C2H6
Ve Wanklynově reakci reagují organosodné sloučeniny s oxidem uhličitým za vzniku karboxylátů:
C2H5Na + CO2 → C2H5CO2Na
Podobné reakce se objevují také u Grignardových činidel.
Některé organosodné sloučeniny podléhají rozkladu beta-hydridovou eliminací:
NaC2H5 → NaH + C2H4

## Využití v průmyslu
I když se organosodné sloučeniny pokládají za „průmyslově málo významné“, tak měly význam při výrobě tetraethylolova. Reakce podobná Wurtzově reakci je důležitou součástí průmyslové výroby trifenylfosfinu:
3 PhCl + PCl3 + 6 Na → PPh3 + 6 NaCl
Polymerizaci butadienu a styrenu katalyzuje kovový sodík.

## Organické sloučeniny těžších alkalických kovů
Organopdraselné, organorubidné a organocesné sloučeniny jsou méně časté než organosodné a mají omezené využití. Připravují se reakcemi alkyllithných sloučenin s draselnými, rubidnými a cesnými alkoxidy, případně z organických sloučenin rtuti (tento postup je zastaralý). Pevné methylové deriváty zaujímají polymerní struktury. MCH3 (M = K, Rb, Cs) má, podobně jako nikelin, šest kovových center navázaných na každou methylovou skupinu. Methyly mají pyramidální geometrii,.
Významným činidlem založeným na alkylu těžšího alkalického kovu je Schlosserova zásada, směs n-butyllithia a terc-butoxidu draselného. Toto činidlo reaguje s toluenem za vzniku červenooranžové sloučeniny benzyldraslíku (KCH2C6H5).
Důkazy tvorby organokovových sloučenin těžších alkalických kovů jako meziproduktů byly nalezeny při vytváření rovnováhy cis-but-2-enu a trans-but-2-enu katalyzovaném alkalickými kovy. Izomerizace je rychlá při použití lithia nebo sodíku, u vyšších alkalických kovů probíhá pomaleji. Vyšší alkalické kovy také přednostně vytvářejí produkty s více stericky zatíženými konformacemi.
Byly popsány krystalické struktury několika organodraselných sloučenin a zjištěno, že jsou, podobně jako příslušné sloučeniny sodíku, polymerní.